# 加勒比松
加勒比松（学名：Pinus caribaea）是松科松属的植物。分布在尼加拉瓜、洪都拉斯、古巴、加勒比海、危地马拉以及中国大陆的合浦、湛江、雷州等地，目前已由人工引种栽培。

## 别名
古巴松（中国树木学）